# Pete Machin
Pete Machin é um aerodinamicista britânico de Fórmula 1 que atualmente é aerodinamicista chefe da equipe Racing Bulls.

## Carreira
Machin iniciou sua carreira como aerodinamicista na Bombardier Aerospace. Em 1997, ele ingressou na Fórmula 1 e ocupou o cargo de engenheiro sênior de fluidodinâmica computacional da equipe Arrows, e em 2002, Machin se mudou para a Jaguar Racing. Após a aquisição da Jaguar pela Red Bull, para a criação da equipe Red Bull Racing, ele permaneceu no novo time e, trabalhou no desenvolvimento do túnel de vento dos carros campeões: RB6, RB7, RB8 e RB9, que ajudaram a equipe dominar a categoria máxima do automobilismo mundial entre 2010 e 2013. Seu último posto na equipe da Red Bull foi o de líder da equipe de aerodinâmica.
Em 14 de fevereiro de 2017, a Renault anunciou a contratação de Machin como seu novo chefe de aerodinâmica. Porém, ele só começou a trabalhar na equipe de Enstone em 3 de julho daquele ano. Machin trabalhou com Jon Tomlinson, que se tornou vice-chefe de aerodinâmica da Renault. Na sua nova equipe, ele também se juntou a uma equipe técnica formada por Nick Chester e Ciaron Pilbeam sob a direção de Bob Bell. No início de novembro de 2019, a Renault anunciou que Pete Machin deixaria a equipe com efeito imediato e, que ele seria substituído por Dirk de Beer no cargo de chefe de aerodinâmica.
Em dezembro de 2020, foi anunciado que Machin havia sido contratado pela equipe AlphaTauri como seu aerodinamicista chefe. Ele permaneceu no mesmo cargo quando a equipe foi transformada na Visa Cash App RB em janeiro de 2024.